# William Isaacs
William Henry Tuckwell Isaacs (1884 — 6 de maio de 1955) foi um ciclista britânico. Foi medalhista nos Jogos Olímpicos de Londres, em 1908.